# Tiodamante
Tiodamante (en griego antiguo: Θειοδάμας) fue, según la mitología griega, un héroe que se relaciona con el ciclo de Heracles. Fue rey de los dríopes, y su leyenda se sitúa tanto en Dríope como en Chipre. En el primer caso, fue padre de Hilas.
Cuando Heracles y Deyanira fueron expulsados de Calidón, marcharon con su hijo, Hilo, y atravesaron el país de los dríopes. Hilo tuvo hambre y Heracles vio a Tiodamante, el rey del país, que araba un campo con un par de bueyes, y le pidió comida para su hijo. Tiodamante se negó, y el héroe, enrabietado, desató uno de los bueyes, lo mató, lo hizo en pedazos y se lo comió junto a Deyanira e Hilo. Tiodamante se marchó corriendo hacia la ciudad y volvió con una tropa. Cuando se inició la lucha, el héroe tuvo que retroceder, hasta el punto de que Deyanira tomó las armas para defender a su marido, y fue herida en el pecho. Pero finalmente, Heracles venció y mató a Tiodamante. El héroe se llevó con él a Hilas, el hijo de Tiodamante.